# Древнетюркский словарь
«Древнетюркский словарь» — фундаментальный словарь лексики древних тюркских языков и диалектов.

## История
Начало работы над созданием «Древнетюркского словаря» относится к 1958 году. Инициатором этого исследования стал А. К. Боровков (1904—1962). Он же возглавлял в 1958—1962 годах группу составителей. После его неожиданной смерти была создана редколлегия, в состав которой вошли В. М. Наделяев, Д. М. Насилов, Э. Р. Тенишев, А. М. Щербак.
При составлении словаря использовались материалы памятников древнетюркской письменности VIII—XIII веков. Их отличает большое разнообразие как по своему характеру и содержанию, так и географической и исторической принадлежности. Это была первая попытка обобщения и сведения воедино сведений из уцелевших письменных памятников лексики древних тюркских языков и диалектов. Работа по составлению завершилась в 1965 году, затем начался этап редактирования.
Словарь вышел в свет в 1969 году в Ленинграде в издательстве «Наука» (Ленинградское отделение).
В 2016 году в Казахстане было осуществлено второе, пересмотренное издание словаря под эгидой Международной Тюркской академии.